# Karl von Thielen
Karl (Carl) Hermann Peter Thielen, à partir de 1900 von Thielen (né le 30 janvier 1832 à Wesel et mort le 10 janvier 1906 à Berlin) est un homme politique prussien

## Origine et famille
Von Thielen est le fils du prévôt Peter Thielen (de) et de sa première épouse, Anna Friederike Auguste Engels. Le 24 septembre 1861 à Arnsberg, il se marie avec Friederike von Spankeren (née le 8 septembre 1836 et morte le 21 novembre 1894 à Berlin), fille du président du district local Friedrich von Spankeren,. Sa fille Emma Thielen (1862-1931) est mariée à l'administrateur de l'arrondissement de Gummersbach (de), Richard Haldy (de), lors de son premier mariage et au président de l'administration fiscale de l'État de Cologne, Georg Porcher (de), lors de son deuxième mariage.

## Biographie
Après des études à Bonn, où il rejoint la Bonner Burschenschaft Frankonia au semestre d'été 1853, Karl Thielen devient évaluateur du gouvernement à Coblence et à Arnsberg en 1860. De 1861 à 1863, Thielen est administrateur par intérim de l'arrondissement de Wittgenstein (de), en remplacement de Julius von Oven (de), qui est plusieurs fois en congé,. Il quitte ensuite la fonction publique et rejoint l'administration ferroviaire prussienne à la direction des chemins de fer de Sarrebruck en 1864. En 1865, il devient ouvrier non qualifié au ministère du Commerce et, en 1866, il devient membre de la direction des chemins de fer de Breslau, dont il démissionne en 1867 pour rejoindre la Compagnie des chemins de fer rhénans en tant que membre du conseil d'administration. Après l'avoir acquis pour l'État, il devient président en 1881 de la direction impériale des chemins de fer (de) de la Compagnie des chemins de fer bergeois-marckois à Elberfeld et en 1887 président de la direction impériale des chemins de fer d'Hanovre.
Après la démission d'Albert von Maybach, Thielen devient ministre des Travaux publics le 20 juin 1891 et, à partir du 5 juillet 1891, également chef du bureau du Reich d'administration des chemins de fer impériaux en Alsace-Lorraine (de) et reste dans les deux fonctions jusqu'au 23 juin 1902. Il est parfois surnommé le « ministre des chemins de fer ». Par rapport à ses prédécesseurs à ce poste, von Thielen dispose de pouvoirs considérablement limités, notamment en matière de fixation des tarifs. Le 5 janvier 1900, il édicte de nouveaux règlements concernant les temps de service et de repos des employés des chemins de fer. La durée du travail quotidien des agents de bord et des conducteurs de locomotives ne doit plus dépasser 16 heures, même si des pauses plus longues sont prises
Sous son administration, de grands progrès sont réalisés dans toutes les branches du système ferroviaire national prussien. L'expansion du réseau ferroviaire est considérablement favorisée par la promulgation de loi prussienne sur les petits chemins de fer (de) en 1892. Sa réalisation est la réorganisation de l'administration ferroviaire de l'État en 1895. Outre l'acquisition de quelques chemins de fer privés, le réseau ferroviaire national est élargi principalement par la création de la Communauté ferroviaire prussienne-hessoise (de) en 1896, qui s'accompagne de la nationalisation de la Chemin de fer Louis de Hesse (de) et qui reprend également d'autres lignes exploitées jusqu'alors par l'État

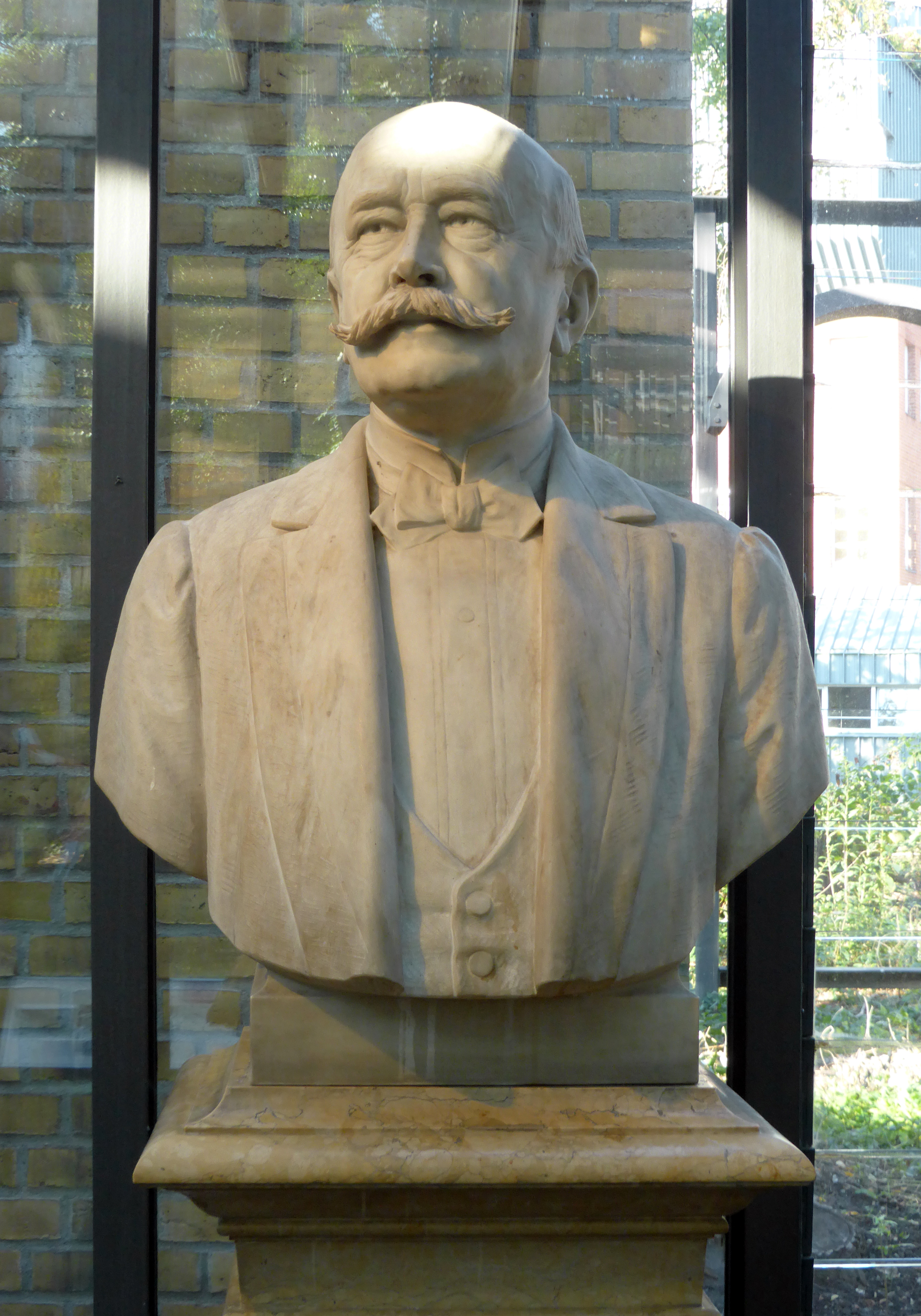
Karl von Thielen, buste de

De nombreuses améliorations dans le transport de passagers (notamment les trains express) et dans les tarifs passagers (les billets aller-retour de 45 jours) sont introduits par lui. Cependant, ses projets d'extension du réseau fluvial (Mittellandkanal) échouent
À ce titre, il se trouve avec d'autres à Lübeck le 31 mai 1895 pour la pose de la première pierre du canal Elbe-Trave. Après les coups de marteau d' argent du ministre d'État Johannes von Miquel, c'est le ministre d'État suivi de l'amiral commandant Eduard von Knorr qui frappe la pierre de granit lors de la cérémonie
Entre 1903 et 1906, von Thielen est membre du premier conseil de surveillance de Fried. Krupp AG ainsi que propriétaire d'une action et donc l'un des cinq seuls actionnaires de cette société. C'est pourquoi la Thielenplatz à Essen-Holsterhausen porte son nom. Von Thielen décède d' une pneumonie à l'âge de 73 ans le 10 janvier 1906 dans son appartement de la Kurfürstenstraße (de) 114,

## Honneurs, autres
- 1er janvier 1900 Élévation à la noblesse héréditaire[17]
- 23 juin 1902 Attribution de l'Ordre de l'Aigle noir à l'occasion de sa retraite par l'empereur Guillaume II[2]
- Le pont Thielen (de) entre les quartiers berlinois de Friedrichshain-Kreuzberg et Neukölln porte son nom.
- Le pont Karl von Thielen à Hambourg et une rue de Wilhelmsbourg portent son nom.
- Des rues portent son nom à Brême-Findorff, à Halle-sur-Saale et à Cologne-Ehrenfeld.
- Il est enterré au cimetière II de la paroisse de la Trinité à Berlin. La tombe est sur le terrain G[18].